# 500 mètres
 (novembre 2019).
Si vous disposez d'ouvrages ou d'articles de référence ou si vous connaissez des sites web de qualité traitant du thème abordé ici, merci de compléter l'article en donnant les références utiles à sa vérifiabilité et en les liant à la section « Notes et références ».
En athlétisme le 500 m est une épreuve de sprint long. Il est plus populaire que le 300 m et le 150 m. Des coureurs de 400 m et de 800 m pratiquent cette distance qui n'est plus vraiment un sprint et pas encore une course de demi-fond.

## Meilleures performances mondiales de tous les temps
Chez les hommes : Abdalelah Haroun ( Qatar) en 59 s 83 le 17 février 2016 à Stockholm, sur piste courte (en salle).
Chez les femmes : Femke Bol ( Pays-Bas) en 1 min 5 s 63 le 4 février 2023 à Boston, sur piste courte (en salle).
Dans les deux catégories, des temps plus rapides ont été réalisés mais n'ont pas été homologuées par l'IAAF. Le Cubain Orestes Rodríguez a notamment couru en 59 s 32 en 2013, tandis que l'Américain Roddie Haley a réalisé 59 s 82 en salle en 1986. Chez les femmes, la Tchèque Taťána Kocembová avait couru en 1 min 05 s 9 (temps manuel) en 1984.
Sur route, six hommes ont couru plus rapidement, le meilleur étant le Kényan David Rudisha en 2016 en 57 s 69.